# Hagen Flemming
Hagen Flemming (* November 1965 in Hoyerswerda) ist ein deutscher Grafiker, Comiczeichner und Illustrator. 

## Leben
Flemming absolvierte eine Lehre zum Fotograf in Potsdam und Berlin. In jungen Jahren widmete er sich dem Verfassen von Kurzgeschichten. 1992 war er neben Dörthe Flemming eines der Gründungsmitglieder der Neoklassik-Band „Charitona“, bevor er sich Mitte der 1990er Jahre dem Comiczeichnen zuwandte. Nachdem er zunächst für die „Berliner Mosaik Connection“ Mosaik-Fan-Comics gezeichnet hatte, wurden 2003 seine ersten eigenen Arbeiten beim Online-Magazin „Inkplosion“ veröffentlicht. 2007 publizierte Flemming sein erstes eigenes Comicalbum „Krocht und andere Geschichten“. Im selben Jahr startete er die Heftserie Die Virtonauten von Remory, die reale Geschichte und Science-Fiction miteinander verbindet. 

## Werke (Auswahl)
- 2007 Die Virtonauten von Remory 1 – Das Geheimnis der Sonnenstadt, Holzhof Verlag, Dresden, ISBN 978-3-939509-89-9
- 2008 Die Virtonauten von Remory 2 – Im Reich der Hethiter, Holzhof Verlag, Dresden, ISBN 978-3-939509-96-7
- 2009 Die Virtonauten von Remory 3 – Die falsche Mumie, Holzhof Verlag, Dresden, ISBN 978-3-939509-91-2
- 2010 Die Virtonauten von Remory 0 – Reise in eine andere Zeit, Holzhof Verlag, Dresden, ohne ISBN
- 2010 Die Virtonauten von Remory 4 – Geheimbund Federkrone, Holzhof Verlag, Dresden, ISBN 978-3-939509-85-1
- 2011 Die Virtonauten von Remory 5 – Die alte Marsstation, Holzhof Verlag, Dresden, ISBN 978-3-939509-78-3
- 2013 Krocht und andere Geschichten (Sonderauflage), Holzhof Verlag, Dresden, ISBN 978-3-939509-70-7
- 2013 Die Virtonauten von Remory 6 – Spion der Königin, Holzhof Verlag, Dresden, ISBN 978-3-939509-72-1
- 2014 Die Virtonauten von Remory 7 – Krieg der Welten, Holzhof Verlag, Dresden, ISBN 978-3-939509-64-6
- 2016 Die Virtonauten von Remory 8 – Die schwarze Schlucht, Holzhof Verlag, Dresden, ISBN 978-3-939509-62-2
- 2017 Die Virtonauten von Remory 9 – Das Honigfest, Holzhof Verlag, Dresden, ISBN 978-3-939509-60-8
- 2020 Die Virtonauten von Remory 10 – Der Geist von London, Holzhof Verlag, Dresden